# 1069
سنة 1069 كانت سنة بسيطة تبدأ يوم الخميس (الرابط يظهر نموذج التقويم الكامل للسنة) من التقويم اليولياني.

## أحداث
- تأسيس مدينة جيلينا وتقع حاليا في سلوفاكيا.

## مواليد
- أسعد الميهني فقيه سني شافعي

## وفيات
- الخطيب البغدادي
- المعتضد بن عباد